# 內員山
內員山，是台灣宜蘭縣員山鄉的一個傳統地域名稱，位於該鄉東部。相較於今日行政區，其範圍大致為永和村不含西北部及東部凸出部分的東半部、員山村西北端一小部分。

## 歷史
台灣清治末期，內員山地區為一街庄，稱為「內員山庄」，隸屬於員山堡。該庄昔日東南隔宜蘭河與外員山庄為界，西南與大湖庄為鄰，西北邊為蕃地、枕頭山庄，東北邊為結頭份庄。
1901年（日治明治三十四年）11月，廢縣廳改設二十廳，該庄隸屬於宜蘭廳，編入第八區。1905年（明治三十八年）7月，第八區改名「內員山區」。1909年（明治四十二年）10月，合併二十廳為十二廳，該庄仍隸屬於宜蘭廳。1920年（大正九年），廢十二廳改設五州二廳，該庄改制為「內員山」大字，隸屬於臺北州宜蘭郡員山庄，大字下有「內員山」、「中和」、「永廣」小字名。
戰後員山庄改制為員山鄉，隸屬於臺北縣，大字改制為村。1950年10月，北、基、宜分治，員山鄉改隸屬於宜蘭縣。

## 聚落
本地區發展較早的聚落有內員山、中和、永廣等，在日治期初期的官方地圖上已有記載。

## 交通
省道台7丁線（永同路二段）是員山雙連埤至宜蘭市區的道路，大致以西南西－東北東走向轉南南東－北北西走向再轉西南－東北走向蜿蜒經過內員山地區。由該道路向西南西可前往大湖、雙連埤等地，向東北可前往結頭分、新城，再轉東南可前往宜蘭市區並止於省道台7線本線路口。
鄉道宜5線（枕山路、永廣路）是湯圍至結頭份的道路，其南側端點位於本地區中部偏東北永廣聚落東南側的省道台7丁線路口。由此向北轉西北再轉北北東再轉西北再轉東北出境後，可前往結頭份西北部邊界、枕頭山、二結、龍潭、四結、柴圍、林尾、礁溪市區並止於市區北側的中山路二段（省道台9線舊線）路口。

## 學校
- 員山國中